# 明图布庙
明图布庙，位于内蒙古自治区锡林郭勒盟阿巴嘎旗，是一座藏传佛教格鲁派寺院。

## 简介
明图布庙（又译“敏图布庙”）位于阿巴嘎旗伊和高勒苏木额尔登乌拉嘎查境内，地处伊和高勒苏木人民政府所在地西南方向大约10公里处。清朝时，阿巴嘎左翼旗的主要寺庙有：杨都庙（恒广寺）、明图布庙（万缘寺）、玛农葛根庙（又名新庙、广化寺）、公务庙（实祥寺）、喇嘛庙（又名豪勒图庙、达仁寺）；另外该旗还有阿优勒海庙、甘珠尔庙及十五座小庙。
1945年抗日战争胜利。1946年4月3日，内蒙古自治运动统一会议（四三会议）在承德召开。会上，内蒙古自治运动联合会代表团与东蒙自治政府代表团会谈，统一了东、西蒙的自治运动。此后，内蒙古解放区各部队整编为内蒙古人民自卫军，乌兰夫（云泽）任司令员兼政委，阿斯根、王再天任副司令员。1947年，在锡林郭勒盟、察哈尔盟境内，内蒙古人民自卫军骑兵第11师、第16师与晋察冀军区7分区的部队组成察北蒙汉两军及北线指挥部。1947年11月28日，内蒙古人民自卫军骑兵第11师派出教导员策登苏德那木、连长阿拉坦郭勒等等干部到阿巴嘎旗招新兵。明图布庙、杨都庙、甘珠尔庙等地83名青年喇嘛及3名青年牧民应征入伍，在临时作为新兵训练基地的明图布庙集结并接受训练后，由阿巴嘎左旗民主政府干部带到苏尼特左旗柏日恩格尔同大部队汇合。
1951年，阿巴嘎旗在明图布庙成立游牧小学。1952年，又在乌兰扎拉和昌图庙各兴建一所小学。1953年，明图布学校更名为额尔敦巴达拉呼学校。因人力与物力匮乏，1954年春，乌兰扎拉学校和昌图庙学校迁至图门额勒苏学校，额尔敦巴达拉呼学校归并至阿尤勒海的阿拉坦都希小学。